# Gare d’Uzerche
Gare d'Uzerche – stacja kolejowa w Uzerche, w departamencie Corrèze, w regionie Nowa Akwitania, we Francji.
Jest stacją kolejową Société nationale des chemins de fer français (SNCF), obsługiwaną przez pociągi Intercités i TER Limousin.